# (120522) 1994 NU2
1994 أن يو 2 (ويعرف أيضًا باسم (120522) 1994 أن يو 2 وفق تسمية الكوكب الصغير) (بالإنجليزية: 1994 NU2)‏ هو كويكب ضمن حزام الكويكبات؛ وترتيبه 120522 من حيث الاكتشاف.
اكتُشف هذا الجُرم الفلكي بواسطة إيريك والتر إلست في 11 يوليو 1994.

## وصلات خارجية
- (120522) 1994 NU2 في قاعدة بيانات مختبر الدفع النفاث لأجرام النظام الشمسي الصغيرة

- الاكتشاف · مخطط المدار ·  العناصر المدارية · المعلمات المادية

- (120522) 1994 NU2 على موقع ويكي سكاي: DSS2, SDSS, GALEX, IRAS, Hydrogen α, X-Ray, Astrophoto, Sky Map, Articles and images